# Avioneta

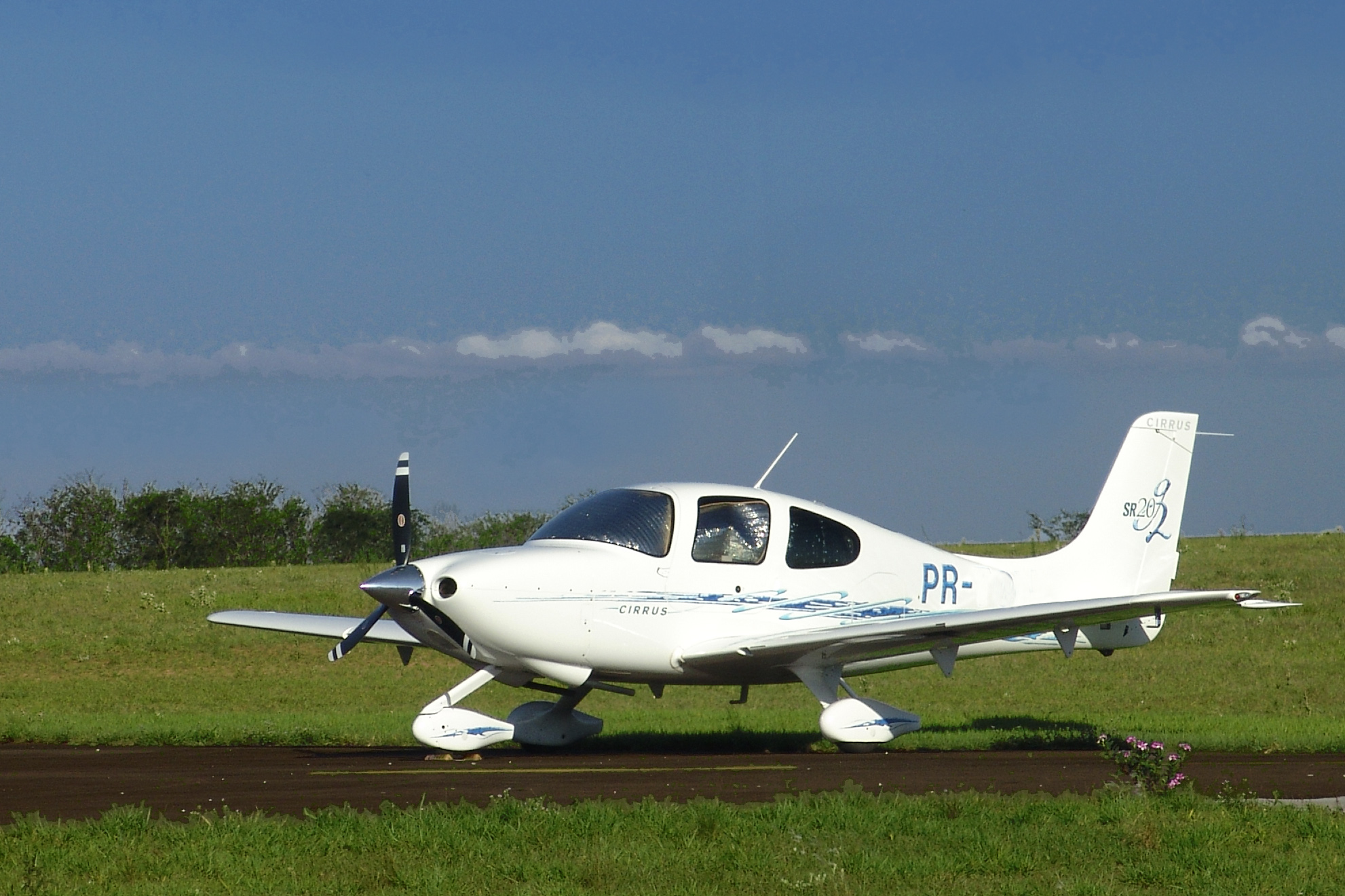
Avioneta Cirrus SR20

Una avioneta és un avió de dimensions reduïdes, monomotor o bimotor, de poca potència emprat en l'aviació general o esportiva. Sovint s'empra com a límit superior l'estipulat per la normativa dels Estats Units amb un pes màxim a l'enlairament de 5.670 kg o menys. Habitualment són propulsades amb 1 o 2 motors d'explosió tot i que també pot estar equipat amb turbohèlices.
Aquests avions formen part primordialment de l'aviació general, dins l'aviació civil, ja sigui com avions esportius propietat de particulars o per a diverses aplicacions comercials. Destaquen en el transport lleuger (com a aerotaxis o en línies regulars a llocs remots), per recorreguts de descoberta per turistes, o bé per a fotografia aèria i observació.
Aquest tipus d'avió habitualment es poden enlairar i aterrar des de pistes curtes (capacitat STOL).

## Fabricants i models habituals
Entre els tipus d'avioneta més característics cal esmentar els models de les marques següents:
- Cessna: la majoria d'avions com els monomotors Cessna 172, Cessna 182 i el Cessna 208.
- Piper: Piper Cub, Piper PA-28 Cherokee, Piper Cherokee Six.
- Beechcraft, els models lleugers.
- Pilatus Aircraft: Pilatus PC-6, Pilatus PC-12
- Diamond Aircraft Industries: Diamond DA20, Diamond DA40, Diamond DA42
- Cirrus Aircraft: Cirrus SR20, Cirrus SR22

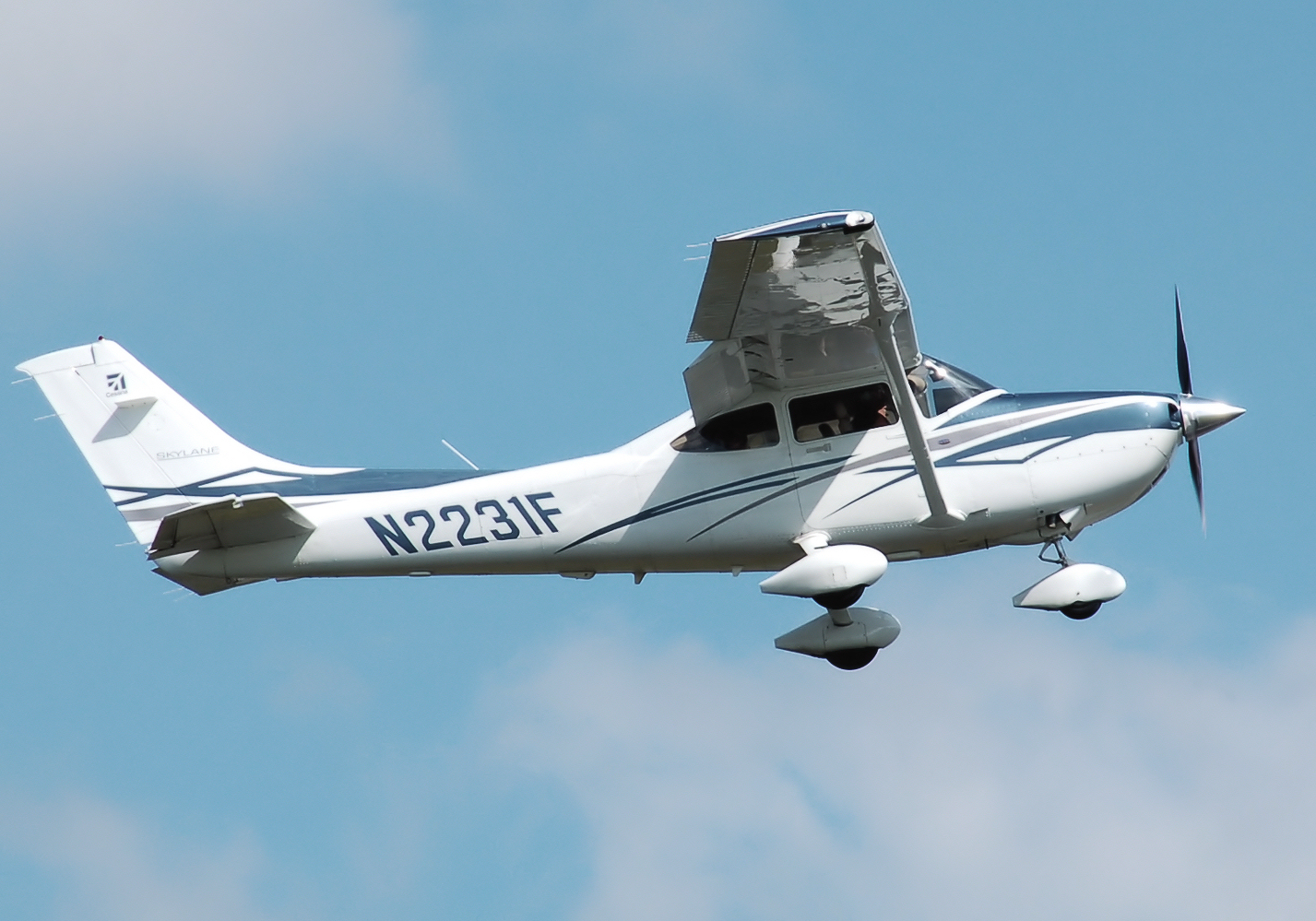

Entre els avions que es troben al límit màxim de pes per ser considerats avionetes però que encara pertanyen a aquesta categoria cal esmentar el de Havilland Canada DHC-6 Twin Otter i el Beechcraft B200 Super King Air.